# Gleby inicjalne skaliste
Gleby inicjalne skaliste – typ gleby w systematyce gleb Polski. Obejmuje on najbardziej pierwotne gleby stanowiące stadium przejściowe pomiędzy litą skałą a lepiej ukształtowanymi glebami. 

## Charakterystyka
Położony na litej lub spękanej skale (bezwęglanowej, węglanowej lub gipsowej) płytki poziom organiczny nie przekracza 10 cm miąższości. 
Typową sekwencją poziomów glebowych jest O-R lub O-Rca, gdzie (patrząc od powierzchni):
- O - poziom organiczny
- R - podłoże skalne (lita skała)
- Rca - lita skała zawierająca węglany

Poziom organiczny zazwyczaj składa się z próchnicy typu modermor i ma odczyn kwaśny (pH w wodzie <5). 
Gleby inicjalne skaliste występują na powierzchni wychodni skalnych zazwyczaj na obszarach górskich i wyżynnych. Są one powszechne w górach powyżej górnej granicy lasu. Utwory te są często "odmładzane" przez procesy morfogenetyczne (erozję). 

## W systematyce gleb Polski
Gleby inicjalne skaliste są nowo-powstałym typem w systematyce gleb Polski z 2011 r. dzielącym się na dwa podtypy. 
- Rząd 1. Gleby inicjalne (I)
  - Typ 1.1. Gleby inicjalne skaliste (IS)
    - Podtyp 1.1.1 Gleby inicjalne skaliste bezwęglanowe - litosole (ISbe)
    - Podtyp 1.1.2 Rędziny inicjalne skaliste (ISre)

### Podtypy
- Gleby inicjalne skaliste bezwęglanowe - litosole – kilkucentymetrowy kwaśny poziom organiczny leży na skałach bezwęglanowych (granitach, piaskowcach, kwarcytach itp.). Sekwencja poziomów: O-R.
- Rędziny inicjalne skaliste – analogiczne do litosoli, lecz leżą na skałach węglanowych (wapienie, dolomity) lub siarczanowych (gipsy). Płytki poziom organiczny może być kwaśny. Sekwencja poziomów: O-Rca na węglanach, O-Rcs na siarczanach.